# Sarmiento megye (San Juan)
Sarmiento egy megye Argentína nyugati részén, San Juan tartományban. Székhelye Media Agua.

## Népesség
A megye népessége a közelmúltban a következőképpen változott:
| Év   | Lakosság |
| ---- | -------- |
| 2001 | 19 043   |
| 2010 | 22 131   |